# NGC 5530
NGC 5530 este o galaxie spirală situată în constelația Lupul. A fost descoperită în 7 aprilie 1837 de către John Herschel. Se află la o distanță de 12,02 megaparseci de Pământ.